# Bezvučni labiodentalni frikativ
Bezvučni labiodentalni frikativ suglasnik je koji postoji u mnogim jezicima, a u međunarodnoj fonetskoj abecedi za njega se koristi simbolom [f].
Glas postoji u standardnom hrvatskom; pravopis hrvatskog jezika također se koristi simbolom f, (vidjeti slovo f).
Karakteristike su:
- po načinu tvorbe jest frikativ
- po mjestu tvorbe jest labiodentalni suglasnik
- po zvučnosti jest bezvučan.